# 特雷布拉
特雷布拉是德国图林根州的一个市镇。总面积7.94平方公里，总人口297人，其中男性166人，女性131人（2011年12月31日），人口密度37人/平方公里。